# Illa de Hovgaard (Groenlàndia)
L'illa de Hovgaard (en danès: Hovgaard Ø) és una gran illa deshabitada del mar de Groenlàndia, Groenlàndia. L'illa va rebre el nom en record d'Andreas Hovgaard, explorador polar i oficial de la marina danesa que va dirigir una expedició al mar de Kara amb el vaixell de vapor Dijmphna el 1882 i 1983.

## Geografia
L'illa de Hovgaard és una illa costanera situada al sud de la península de Holm Land. A l'oest hi ha l'illa Lynn, més petita, i a l'est i al sud-est el mar de Groenlàndia. El Dijmphna Sound limita l'illa a l'oest i al nord, i al sud-oest hi ha la desembocadura del fiord Nioghalvfjerd i la glacera Nioghalvfjerdsbrae.
L'illa té una longitud de 60 km i una amplada de 42 km. Una part de l'interior està coberta per una capa de gel.
El clima polar hi predomina. La temperatura mitjana anual és de -17 °C. El mes més càlid és el juliol, quan la temperatura mitjana arriba als -2 °C i el més fred, el febrer, quan la temperatura s'enfonsa a -29 °C.

## Història
L'illa de Hovgaard va ser explorada i nomenada per la desafortunada expedició danesa a la costa nord-est de Groenlàndia el 1906-1908. La costa nord-oest de l'illa va ser inspeccionada per Alfred Wegener el 1907, el qual va situar l'illa de Lynn al mapa per primera vegada a la història.